# Dionisio Galparsoro
Dionisio Galparsoro Martínez (Ataun, España, 13 de agosto de 1978), también conocido como Dioni Galparsoro, es un ciclista español.
Como aficionado corrió en el Caja Rural, logrando en 2002 la victoria en el Memorial Valenciaga (puntuable para la Copa de España).
Debutó como profesional en 2003 con el equipo Euskaltel-Euskadi.

## Palmarés
2005
- 1 etapa de la Vuelta a Asturias
- 1 etapa del Drei-Länder-Tour

## Resultados en Grandes Vueltas
| Carrera | Carrera         | 2003 | 2004 | 2005 | 2006 | 2007 | 2008 | 2009 |
| ------- | --------------- | ---- | ---- | ---- | ---- | ---- | ---- | ---- |
|         | Giro de Italia  | —    | —    | —    | —    | Ab.  | Ab.  | —    |
|         | Tour de Francia | —    | —    | —    | —    | —    | —    | —    |
|         | Vuelta a España | —    | —    | —    | —    | 63.º | —    | —    |

—: no participa

Ab.: abandono

## Equipos
- Euskaltel-Euskadi (2003-2004)
- Kaiku (2005-2006)
- Euskaltel-Euskadi (2007-2008)
- Contentpolis-AMPO (2009)